# Guścierz Mały
Guścierz Mały – jezioro przepływowe na Pojezierzu Kaszubskim w powiecie kartuskim (województwo pomorskie), na południe od Jeziora Węgorzyno.
Ogólna powierzchnia: 10 ha